# Piet Smolders
Petrus Lambertus Lucas (Piet) Smolders (Geldrop, 28 december 1940) is een Nederlands freelance journalist die zich in de ruimtevaart heeft gespecialiseerd. Met name op het gebied van de Russische ruimtevaart geldt hij als de expert in Nederland. Hij was van 1987 tot 2001 directeur van het Artis Planetarium. Ook was hij sinds de oprichting bestuurslid van de Stichting Nationaal Ruimtevaart Museum, een functie die hij in 2005 heeft neergelegd.

## Leven en werk
Hij heeft tevens vele populair-wetenschappelijke boeken over ruimtevaart geschreven, waaronder meer dan 50 uitgaven van het tijdschrift Actuele Onderwerpen, en kwam vaak op de televisie om begeleidend commentaar te geven bij belangrijke gebeurtenissen met betrekking tot de ruimtevaart. Ook had hij in 1985 en 1986 een eigen televisieprogramma, Nieuws uit de Ruimte. In een van de afleveringen was een documentaire te zien van de vlucht van Wubbo Ockels. Deze uitzending was op de dag dat de Spaceshuttle Challenger verongelukte in 1986. 
Smolders is Fellow van de British Interplanetary Society en erelid van de Nederlandse Vereniging voor Ruimtevaart. In 1986 werd hij door de Sovjet-Unie voor zijn verdiensten op het gebied van ruimtevaart onderscheiden met de Joeri Gagarin-medaille van de Ruimtevaartfederatie. Ook was hij lid van de Academie voor Ruimtevaart van de Sovjet-Unie. In 1995 was hij te zien in een extra lange aflevering van Willem Wever, waar hij antwoord gaf op de vraag waarom Spaceshuttles niet in Nederland worden gelanceerd. In het kader van deze vraag reisden ze speciaal naar Kennedy Space Center af en hebben ze ook de lancering van STS-67 bijgewoond.
Smolders maakt in zijn vrije tijd kunstschilderingen. De onderwerpen daarbij hebben met ruimtevaart te maken.
Op 30 juli 2007 heeft de Internationale Astronomische Unie planetoïde 10.983 vernoemd naar Smolders.